# Osella FA1
Az Osella FA1 egy Formula–1-es versenyautó, melyet az Osella csapat tervezett és versenyeztetett az 1980-as Formula–1 világbajnokság során. Mindössze egyetlen pilótája volt, az amerikai Eddie Cheever.

## Áttekintés
Az 1970-es években alapított Osella Squadra Corse tulajdonosa, Enzo Osella, aki az Abarth Racinget vette a saját nevére, más géposztályokban szép sikereket ért el. 1980-ban úgy döntöttek, hogy neveznek a Formula–1-be is, miután az 1979-es Formula–2 világbajnokságban versenyzőjük, Eddie Cheever szépen teljesített. Maga a nevezés villámgyorsan történt: eredetileg nem tervezték, de az Unilever-csoport, amelyet Osella úr támogatónak kért fel, a csekély médiavisszhangot keltő Formula–2-ben nem akart szponzor lenni, a csúcskategóriában viszont igen. A csapat alapjai így mindössze három hónap alatt teremtődtek meg.
A szűkös időkeret miatt az autó is az előző évi Formula–2-es FA2/79 modell átdolgozott változata lett. A hajtásért a Ford-Cosworth DFV motorok feleltek, amelyeket a legtöbb kiscsapat is használt. Nagy baja volt a kasztninak, hogy túlsúlyos volt, közel egy mázsával nyomott többet, mint kellett volna. Az Osella az alkatrészek többségét házon belül gyártotta le. Nagy szponzornak sikerült megszerezni a Denimet, az autók pedig jellegzetes sötétkék-fehér színekben pompáztak.
A kapkodásnak köszönhetően a kezdés rossz volt: Cheever az autóval teljesített 11 futamból négyre nem is tudta magát kvalifikálni, a többi versenyét pedig be sem tudta vele fejezni. Dél-Afrikában tönkrement az autó fékrendszere, így összetörte a kasztnit.

## Eredmények
| Év   | Csapat             | Motor             | Gumik | Pilóták       | 1   | 2   | 3   | 4   | 5   | 6   | 7   | 8   | 9   | 10  | 11  | 12  | 13  | 14  | Pontok | Helyezés |
| ---- | ------------------ | ----------------- | ----- | ------------- | --- | --- | --- | --- | --- | --- | --- | --- | --- | --- | --- | --- | --- | --- | ------ | -------- |
| 1980 | Osella Racing Team | Ford-Cosworth DFV | G     |               | ARG | BRA | RSA | USW | BEL | MON | FRA | GBR | GER | AUT | NED | ITA | CAN | USA | 0      | -        |
| 1980 | Osella Racing Team | Ford-Cosworth DFV | G     | Eddie Cheever | NK  | NK  | KI  | KI  | NK  | NK  | KI  | KI  | KI  | KI  | KI  |     |     |     | 0      | -        |

## Forráshivatkozások
1. ↑  Tíz év küzdelem – az Osella-sztori (magyar nyelven). Napi F1 sztori, 2022. január 29. (Hozzáférés: 2025. január 29.)